# Gare de La Baule-Escoublac
Gare de La Baule-Escoublac vasútállomás Franciaországban, La Baule-Escoublac településen.

## Vasútvonalak
Az állomást az alábbi vasútvonalak érintik:
- Saint-Nazaire-Le Croisic-vasútvonal

## Kapcsolódó állomások
A vasútállomáshoz az alábbi állomások vannak a legközelebb:
- Gare du Pouliguen (Gare du Croisic)
- Gare de La Baule-Les Pins (Gare de Saint-Nazaire)